# Champion Versions
Champions Versions es el primer EP lanzado por The Beta Band, en el año 1997 y exclusivamente en formato de 12 pulgadas. El EP fue incluido posteriormente en el recopilatorio de 1998 titulado The Three E.P.'s, junto a The Patty Patty Sound y Los Amigos del Beta Bandidos. 

## Listado de canciones
1. «Dry the Rain» – 6:05
2. «I Know» – 3:58
3. «B+A» – 6:35
4. «Dogs Got a Bone» – 5:58